# موز وونی
موز وونی (نام علمی:Musa voonii) نام یک گونه از سرده الموز است که متعلق به تیره میوزیشی.